# تیکامسا (میزوری)
تیکامسا (به انگلیسی: Tecumseh) یک منطقهٔ مسکونی در ایالات متحده آمریکا است که در میزوری واقع شده‌است. تیکامسا ۱۸۰ متر بالاتر از سطح دریا واقع شده‌است.